# Жеребцов, Олег Викторович
Оле́г Ви́кторович Жеребцо́в (род. 21 мая 1968, Брянск) — советский и российский бизнесмен, основатель сети гипермаркетов «Лента» и «Норма», основатель и генеральный директор фармацевтической компании Solopharm. Основатель парусной ассоциации SB20 в России.

## Биография
Родился 21 мая 1968 года в Брянске. До тринадцати лет жил с родителями в Казахстане в г. Шахтинск. Затем семья переехала в Кабардино-Балкарию, г. Тырныауз
В 17 лет поступил в Горный институт в Москве, где проучился год, после чего был призван в армию. После службы учился в Ленинградском горном институте.
Его карьера началась в 1989 году с продажи компьютеров.

### Семья
- Отец — Виктор Аркадьевич Жеребцов.
- Мать — Надежда Ивановна Жеребцова.
- Супруга — Наталья Борисовна Жеребцова.
- Дочь — Елизавета Жеребцова[2]. Чемпионка России по парусному спорту 2023 года[3].
- Сын— Егор Жеребцов.

## «Лента»
Компания «Лента» была основана Жеребцовым 25 октября 1993 года в Санкт-Петербурге. Первый магазин «Лента» формата cash&carry открылся в 1993 году в Санкт-Петербурге на Замшиной улице, в 1996—1997 годы в городе появились ещё два небольших магазина.
В 1999 году компания приняла решение о переформатировании сети магазинов и открыла первый торговый центр в формате гипермаркет площадью 2700 м²., после чего существующие магазины закрылись. В последующие семь лет было открыто ещё восемь гипермаркетов в Санкт-Петербурге.
В 2006 году открылись первые гипермаркеты за пределами Санкт-Петербурга: два торговых центра в Новосибирске и по одному в Астрахани и Тюмени. В 2007 году открыты ещё 10 гипермаркетов (3 из них в Санкт-Петербурге), в 2008 году — ещё 8. К этому времени в России насчитывалось уже 32 действующих гипермаркета.
В мае 2007 года Европейский банк реконструкции и развития за $125 млн выкупил долю в «Ленте», оцениваемую в 11-14 % уставного капитала. В октябре 2009 года О. В. Жеребцов продал свою долю «Ленты» консилиуму инвестиционных фондов TPG и VTB Capital.

## «Норма»
В 2005 году Жеребцов основал компанию ООО «Норма». В 2007 году открылся первый магазин в Санкт-Петербурге. К 2008 году сеть включала в себя 17 магазинов в Петербурге и 5 магазинов в Москве. В 2011 году Жеребцов продал свой актив в этой компании.

## «Гротекс/Solopharm»
В 2010 году О. В. Жеребцов основал фармацевтическую компанию по производству высокотехнологичных инновационных лекарственных препаратов — Solopharm. Solopharm — российская фармацевтическая компания полного цикла, специализирующаяся на разработке и производств лекарственных препаратов, медицинских изделий и БАДов.
Выпуск препаратов осуществляется по международным стандартам качества GMP на собственных производственных площадках в Санкт-Петербурге. Портфель насчитывает более 220 наименований препаратов в различных направлениях медицины. Объем выпуска продукции превышает 1, 8 млрд изделий в год. Компании присвоен статус стратегического инвестора Санкт-Петербурга, также Solopharm является крупнейшим системообразующим предприятием фармацевтической отрасли.
Solopharm входит в ТОП-10 в номинации «Сделано в СПб и ЛО» премии «Фонтанка.ру — Признание и Влияние». По оценкам DSM Group компания входит в топ-10 самых быстрорастущих компаний розничного сегмента рынка по итогам 2020 года, по версии Forbes Solopharm занимает 16-ю позицию в рейтинге лучших отечественных производителей лекарственных средств в 2021 году.
На данный момент в компании пять производственных площадок общей площадью более 36 тыс. м2

### История
2011-2013 - Начало строительства завода по производству жидких лекарственных форм
2014-2019
Запуск 1-й очереди. Выпуск первой серии инфузионных растворов
Запуск 2-й очереди. Выпуск назальных и офтальмологических препаратов
Запуск 3-й очереди. 10 новых линий. Получен сертификат GMP
Запуск линии дозированных аэрозолей MDI
2021
Открытие лаборатории биотехнологических разработок и ОПУ (опытно-промышленного участка)
Линия EVA 2 — увеличение производственных мощностей преднаполненных шприцев
Запуск 1-й очереди по производству БАД в стик-пакетах
2022
Запуск завода твёрдых лекарственных форм (таблетки, капсулы)
2023
Запуск 4-й очереди завода жидких лекарственных форм — увеличение производственных мощностей
Запуск Matrix Wall — нового проекта компании Solopharm по проектированию и изготовлению чистых производственных помещений
Запуск 2-й очереди по производству БАД в капсулах
Закладка первого камня завода по производству гормональных препаратов Hormones Plant
Заводы Solopharm насчитывают более 33 беспрерывно-работающих линий по выпуску препаратов с высоким уровнем автоматизации и производят более 220 наименований препаратов
На протяжении нескольких лет компания Solopharm входит в ТОП-5 производителей по темпам роста в розничном сегменте, прирост год от года составляет более 45 % (февраль, 2020 г. на основании данных исследовательских агентств IQVIA, DSM Group и ИАС Закупки). Аналитические данные исследовательских агентств]. По данным DSM Group, 2022
Компания Solopharm является № 1 на целевом рынке и в ТОП-10 на розничном рынке в e-com(по данным AlphaRM, уп., Q1.2023)

## Парусный спорт
О. В. Жеребцов начал заниматься парусным спортом в 2007 году и быстро достиг успеха. В 2008—2009 году принял участие в кругосветной гонке Volvo Ocean Race как единственный спонсор и баковый матрос в синдикате Команда России Team Russia. Финиш гонки, благодаря совместным усилиям «Ленты» и городских властей в конце июня 2009 года принимал Санкт-Петербург.
В 2009 и 2010 годах завоевал 1-е место на чемпионате России в национальном классе Эм-Ка. В 2012 году с командой Team Russia занял 1-е место в классе SB20 по Европе и 1-е место в Великобритании. 3-е место на чемпионате мира. Мастер спорта. Основал и являлся президентом ассоциации класса SB20 в России11 . В 2012 году с командой Team Russia занял 3-е место в классе SB20 по Европе и 1-е место в Великобритании. Является основателем и был президентом ассоциации класса SB20 в России.

## Благотворительная деятельность
— Занимается благотворительностью: помогает детским домам, фонду «Солнце» для бездомных детей.
— Является членом попечительского совета Европейского университета в Санкт-Петербурге.
— Имеет звание почётного доктора Бэбсон-колледжа за заслуги в предпринимательской деятельности.